# Véres sas

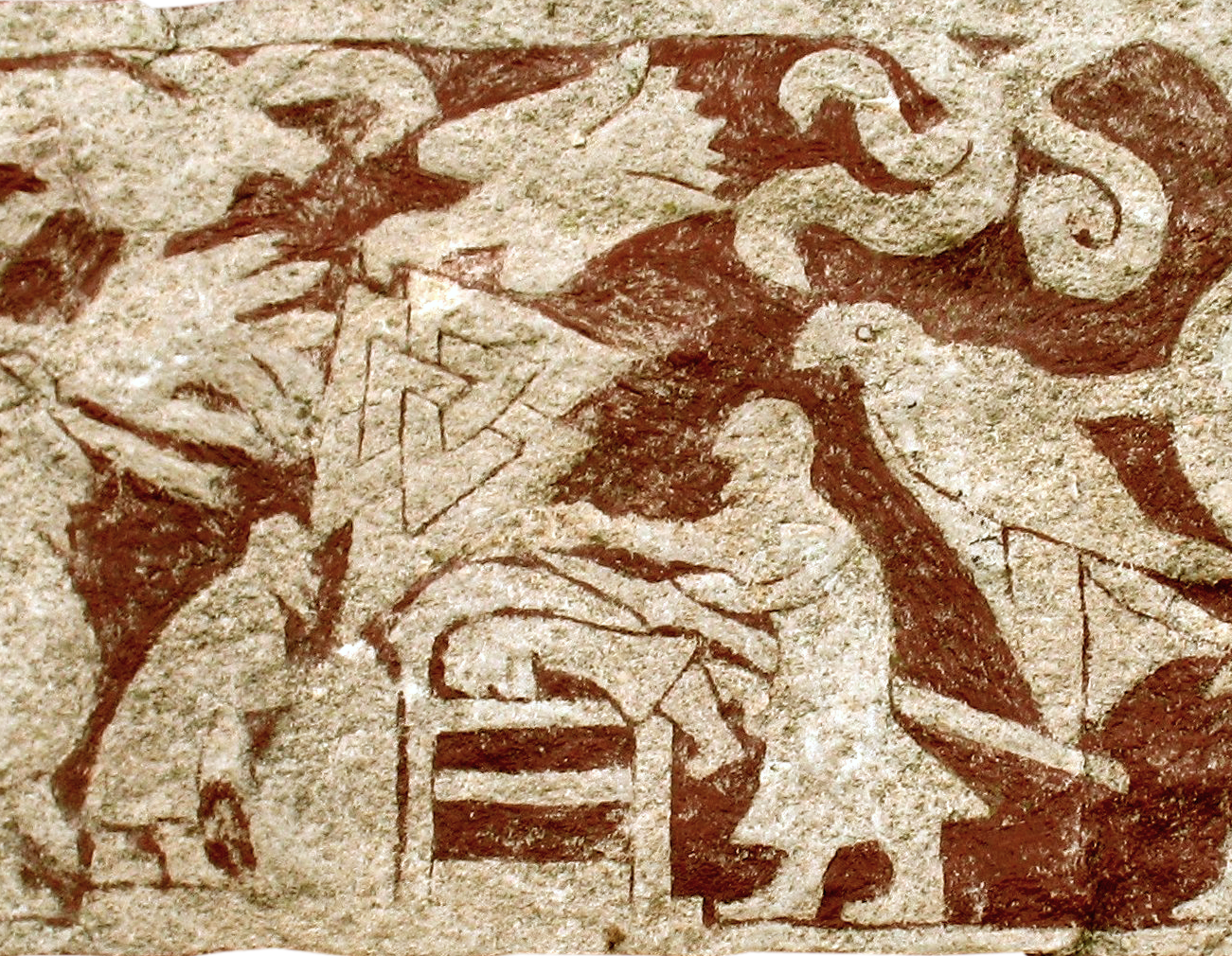
Részlet a svédországi Stora Hammars I-ből: egy férfi hasra fekszik, egy másik férfi pedig fegyvert használ a hátán. Megfigyelhető a fenti háromszög alakú Valknut szimbólum, amely az elméletek szerint egy eksztatikus állapotot jelképez.

A véres sas a késői skandináv költészetben részletezett rituális kivégzési módszer volt. A keresztény mondákban említett két eset szerint az áldozatokat (mindkét esetben királyi családok tagjait) hason fekvő helyzetbe helyezték, bordáikat egy éles szerszámmal levágták a gerincről, és tüdejüket a nyíláson keresztül kihúzták, hogy egy pár "szárnyat" hozzanak létre. Folyamatos vita folyik arról, hogy a rítus az eredeti szövegek irodalmi kitalációja, maguknak a szövegeknek a hibás fordítása vagy hiteles történelmi gyakorlat.

## Esetek
A véres sas rituális kivégzési rítus mindössze két helyen fordul elő az északi irodalomban, valamint egyesek szerint ugyanerre a gyakorlatra utaló burkolt utalások is vannak. Az elsődleges változatokban vannak bizonyos közös vonások: az áldozatok mindketten nemesek (Halfdan Haaleg vagy "Hosszúlábú" Halfdan herceg volt; és Ælle Northumbria királya király), és mindkét kivégzés az apa meggyilkolásának megtorlásaként történt.

### Einarr és Halfdan
Két olyan forrás is van, amely állítólag leírja, hogy Torf-Einarr a 9. század végén rituálisan kivégezte I. Harald fiát, Halfdan Haaleg-et. Mindkettő több évszázaddal az általuk ábrázolt események után íródott, és különböző változatokban léteznek, amelyekről ismert, hogy befolyásolták egymást.
Az Orkneyinga saga a vérsast Odinnak szánt áldozatként írja le.
Snorri Sturluson Heimskringlájában ugyanez az esemény szerepel, amelyet az Orkneyinga saga is leír, és amelyben Einarr maga hajtja végre a tettet.

### Ragnar Lodbrok fiai és Ælle Northumbria királya
A Þáttr af Ragnars sonum ("Ragnar fiainak története") című regényben Csonttalan Ivar elfogta Northumbriai Ælle királyt, aki megölte Ivar apját, Ragnar Lodbrokot.
A véres sasra a 11. századi költő, Sigvatr Þordarson is utal, aki valamikor 1020 és 1038 között írta a Knútsdrápa című verset, amely elbeszéli és megállapítja, hogy Csonttalan Ivar megölte Ællát, majd ezt követően elvágta a hátát.
A Saxo Grammaticus a Gesta Danorumban szintén említi Ragnar Lodbrok fiai közül Bjørnt és Sigvardot, illetve Ælle királyt.

### További esetek
A rítusra való másik lehetséges ferde utalás a Norna-Gests þáttr leírásai között található. Van két versszak a 6. szakaszban, a "Szigurd kiirtotta Hunding fiait" című rész vége felé, ahol egy szereplő a korábbi eseményeket leírva megemlíti a véres sast.

## Hitelesség
Viták folynak arról, hogy a véres sas történelmileg létezett-e, vagy pedig évszázadokkal később, a mondákat átíró keresztény északi szerzők által kitalált irodalmi eszköz volt. A rítusról nem léteznek korabeli beszámolók, és a mondákban található gyér utalások több száz évvel Skandinávia kereszténységre térítése után keletkeztek.
Az 1970-es években Alfred Smyth támogatta a rítus történetiségét, kijelentve, hogy egyértelműen az északi Odin istennek szánt emberáldozatról van szó. Szent Dunstan leírását Ælle megöléséről úgy jellemezte, mint "pontos beszámolót egy testről, amelyet alávetettek a vértanúság rituáléjának".
Roberta Frank áttekintette a rítussal kapcsolatos történelmi bizonyítékokat a „Viking Atrocity and Skaldic Verse: The Rite of the Blood-Eagle” című tanulmányában, ahol így ír: „A 19. század elejére a különféle saga-motívumok — sasrajz, bordák felhasítása, tüdőműtét és 'sós serkentő' — kreatív sorrendekbe lettek rendezve a maximális borzalom érdekében.” Arra a következtetésre jutott, hogy a sagák szerzői félreértették az alliteráló „kenningeket” (költői körülírásokat), amelyek arra utaltak, hogy az ellenségeiket arccal lefelé hagyták a csatatéren, ahol hátukat a dögevő madarak tépték szét. Frank összehasonlította a véres sas hátborzongató részleteit a keresztény vértanútörténetekkel, például Szent Sebestyén kínzásának történetével, akit annyi nyílvesszővel lőttek át, hogy bordái és belső szervei is kilátszottak. Azt javasolta, hogy ezek a vértanútörténetek inspirálták a félreértett skaldikus versek további eltúlzását, amelyből egy nagyszabású, de történelmileg alaptalan kínzási és kivégzési rítus született. David Horspool „King Alfred: Burnt Cakes and Other Legends” című könyvében, bár nem kötelezte el magát a rítus történelmi hitelessége mellett, szintén párhuzamot látott a vértanúkról szóló történetekkel. Frank tanulmánya „élénk vitát” indított el.
Ronald Hutton „The Pagan Religions of the Ancient British Isles: Their Nature and Legacy” (Az ókori Brit-szigetek pogány vallásai: természetük és örökségük) című művében megjegyzi: „A korábban hírhedt 'véres sas' rítus, vagyis egy legyőzött harcos megölése a bordák és a tüdő hátán keresztüli kihúzásával, szinte biztosan egy keresztény mítosz, amely egy régebbi vers félreértelmezéséből ered.”
Miközben nem foglaltak állást a rítus történelmi hitelességét illetően, egy 2022-es tanulmány szerzői arra a következtetésre jutottak, hogy a rítus leírása sem élettani szempontból, sem a viking korszak társadalmi-kulturális kontextusában rendelkezésre álló eszközök tekintetében nem mondott ellent a valóságnak. Továbbá arra is következtettek, hogy ha a sagákban ábrázolt legszélsőségesebb formában hajtották volna végre a rítust, és az áldozat még életben lett volna abban a pillanatban, a bordák gerinctől való elválasztása után néhány másodpercen belül bekövetkezett volna a halál vérveszteség vagy fulladás következtében.

## Fordítás
Ez a szócikk részben vagy egészben  a   Blood eagle című angol Wikipédia-szócikk ezen változatának fordításán alapul.  Az eredeti cikk szerkesztőit annak laptörténete sorolja fel. Ez a jelzés csupán a megfogalmazás eredetét és a szerzői jogokat jelzi, nem szolgál a cikkben szereplő információk forrásmegjelöléseként.